# Ректоскоп

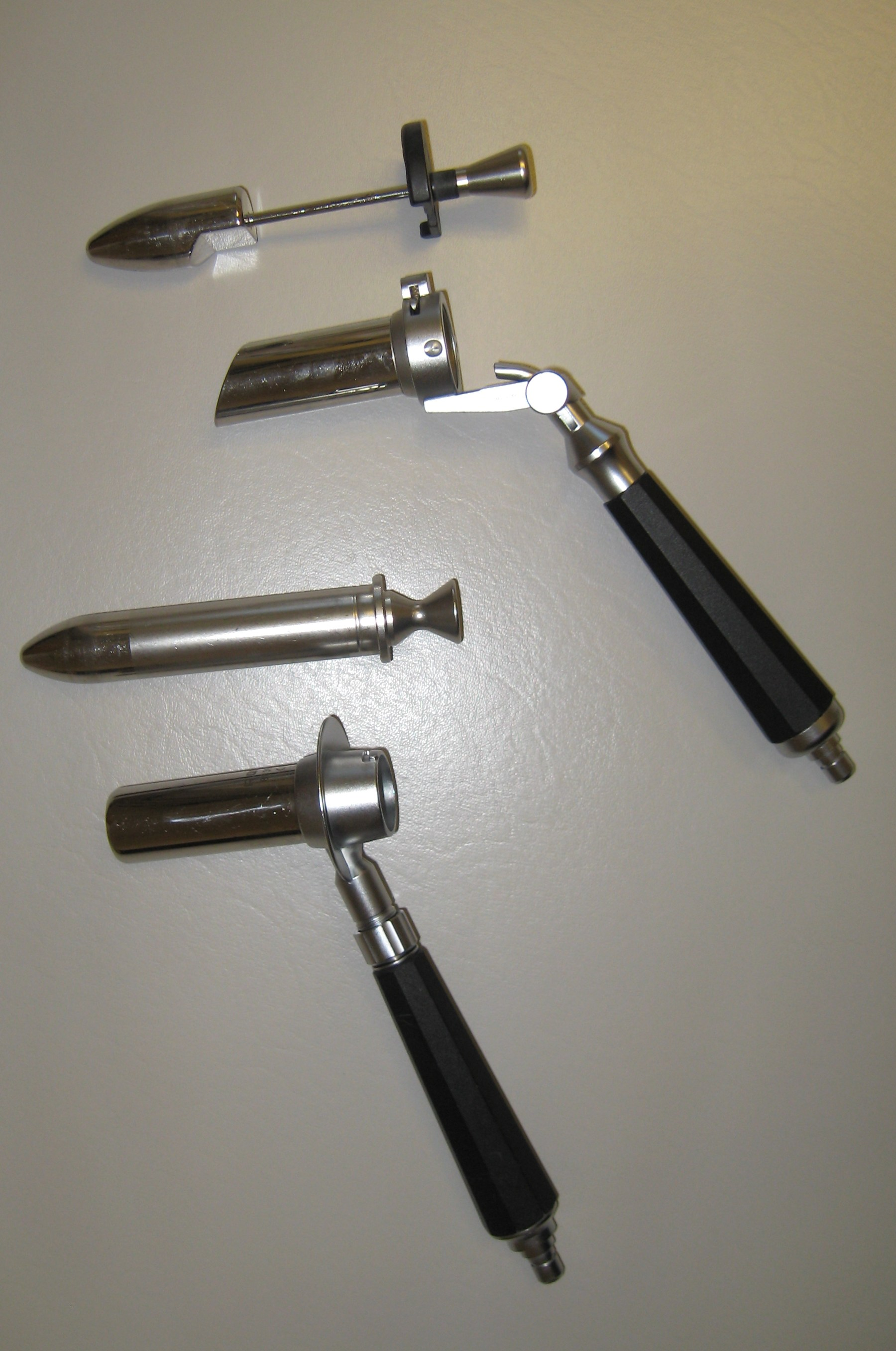
Ректоскопы и их обтюраторы для расширения сфинктеров ануса

Ректоско́п (от лат. rectum — прямая кишка и др.-греч. σκοπέω — рассматриваю) — медицинское двустворчатое зеркало (наподобие зеркала Куско в гинекологии) или трубкообразное со встроенной лампой направленной подсветки. Ректоскоп позволяет обнаружить рубцовые сужения, опухоли, язвы, при необходимости взять кусочек ткани для гистологического исследования (биопсия), удалить полипы прямой кишки или выполнить электрокоагуляцию полипа.
Тубус ректоскопа с введенным в него обтюратором, обильно смазанные вазелиновым или другим индифферентным маслом, вводится ротирующими движениями не более чем на глубину 4—5 см.
После того, как тубус проведен за сфинктеры, обтуратор извлекается и дальнейшее введение проводится под контролем зрения.
Не следует путать с ректороманоскопом стальную или пластиковую трубку с системой освещения осматриваемого объекта. С развитием оптоволоконной эндоскопии — обычно это встроенные оптоволоконные осветительные системы, которые подключаются к эндоскопическим осветителям. Применяется в медицине для осмотра слизистой оболочки прямой и сигмовидной кишки — ректороманоскопии.